# 重水素

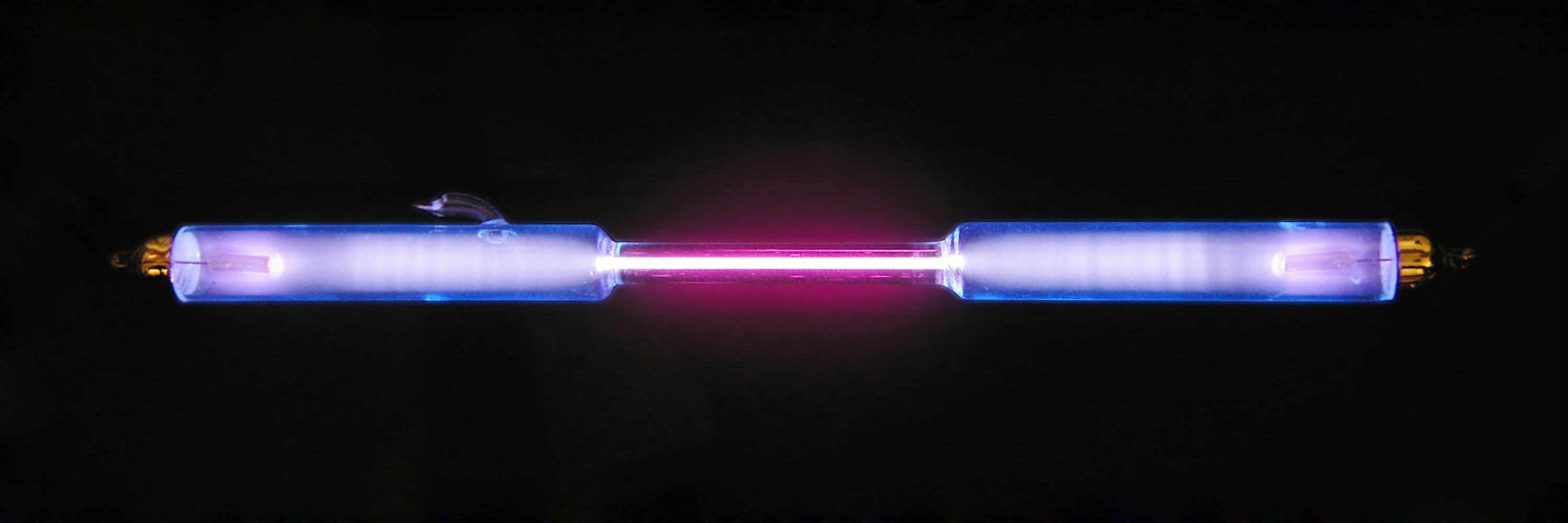
ガス封入管に入ったプラズマ状態の重水素

重水素（じゅうすいそ、英: heavy hydrogen）またはデューテリウム (英: deuterium) とは、水素の安定同位体のうち、原子核が陽子1つと中性子1つとで構成されるものをいう。重水素は 2H と表記するが、 D（deuteriumの頭文字）と表記することもある。例えば重水の分子式を D2O と表記することがある。
原子核が陽子1つと中性子2つとで構成される水素 (3H) は三重水素またはトリチウムと呼ばれる。重水素、三重水素に対して普通の水素（原子核が陽子1つのもの）は軽水素 (1H) と呼ばれる。

## 概要
1931年にアメリカの化学者ハロルド・ユーリーが発見した（ユーリーはこの功績で1934年のノーベル化学賞を受賞した）。
軽水素 (1H) の原子核が陽子1つであるのに対して、重水素の原子核は陽子1つと中性子1つから構成される。なお、この重水素の原子核は、重陽子 (英: deuteron) とも呼ばれる。
地球上の水素全体の中での存在割合は、軽水素が99.985 %、二重水素が0.015 %である。三重水素の割合はごく僅かである。
なお、2H と 3H（三重水素）の両方を併せて、重水素 (heavy hydrogen) と呼ぶこともあるので、3H（三重水素）と区別するために、2H を二重水素と呼ぶこともある。三重水素は、存在比がごく僅かであり、時間が経つと 3He（ヘリウム3）に変わる放射性同位体であり、この 3H を含めずに安定同位体である 2H のみを指して「重水素」(deuterium) と呼ぶ場合が多い。

## 性質・製法
重水素原子が2つ結合した分子 (D2) も重水素と呼ぶ。常温、常圧で無色無臭の気体。融点 18.7 ケルビン (K)、沸点 23.8 Kで、軽水素の分子 H2 の値（融点 14.0 K、沸点 20.6 K) に比べ高い。これは重水素原子が軽水素原子のほぼ2倍の質量があるためで、他の物理的性質も軽水素と異なり、また化学反応のしやすさも異なることがある（重水素効果）。例えば水を電気分解すると 1H2 の方が発生しやすいので重水が濃縮され、この方法で極めて高い純度の重水を製造することができる。なお一般に植物は軽水を吸収しやすい性質があるため、種類によっては7割近くまで重水を濃縮することが可能である。

水素、重水素、三重水素のモデル

その他にも、重水の方が軽水よりも1°C沸点が高い事を利用した分別蒸留法 (fractional distillation)や重水素をHDの形で含んだ水素ガスを水にとおすと重水素が水の分子に置換する（ただし触媒が必要である）ことを利用した交換反応法 (catalytic exchange)などがある。
重水素原子2個を原子核融合させると 3H や 3He が生成されると共に莫大なエネルギーが放出され（D-D反応）、恒星の初期の核融合反応がこれに当たる。なお、褐色矮星と準褐色矮星は、D-D反応が起こるか起こらないかで区別されている。また、核融合発電の実験や水素爆弾では、主にD-D反応より反応温度条件の低い、重水素と三重水素の核融合反応（D-T反応）が用いられる。重水素は海水中に大量に存在するため、核融合燃料として有望視されている。

## 用途
核融合燃料としての利用の他、原子核反応での中性子の減速剤、化学や生物学では同位体効果の研究に使用されている。また、NMR溶媒として重水素原子で置換された溶媒（重水や重クロロホルムなど、重溶媒と呼ばれる）が用いられている。また、生物における水 (H2O) の代謝研究やアミノ酸代謝研究の際のトレーサーとして用いられる。
製薬業界では、既存の薬の軽水素原子を重水素原子に置換することで、新薬として特許出願する手法がある。重水素効果のために反応性が低下し、代謝分解されるまでの時間が長くなるため、従来品に比べ薬効が高くなることが実際に確認された例もある。しかし、進歩性、新規性に欠けるために特許化が困難な場合もある。2017年4月、ハンチントン病の治療薬テトラベナジン（コレアジン）の、2つのメトキシ基の水素を重水素に置換したデューテトラベナジン（商標名Austedo）がFDAにより認可された。本薬は、初めて認可された重水素化医薬品となる。
日本では岩谷産業が2018年、重水素ガスの商業生産を国内で初めて開始したと発表した。従来はアメリカ合衆国などから輸入していた。通常の水素ガスより半導体材料と結合しやすく、耐久性を高めるために使われる。